# Svea Peters
Svea Peters(13 de marzo de 1872 - 1928) fue una actriz de nacionalidad sueca. 

## Biografía
Nacida en Gotemburgo, Suecia, su verdadero nombre era Svea Beda Helmina Wolffhagen. 
Ella trabajó con Hjalmar Selander entre 1894 y 1896, y actuó en el Teatro Folkan de Estocolmo a partir de 1896. Entre sus papeles más destacados figuran el de Anna en Värmlänningarna, Agnes en Löjen och tårar, Stina en Nerkingarne y Margaretha en Mefisto.
Svea Peters falleció en Estocolmo, Suecia, en 1928. Fue enterrada en el Cementerio Norra begravningsplatsen de Estocolmo. Desde el año 1900 había estado casada con el actor y director Hjalmar Peters.

## Teatro
- 1920 : Hennes lilla majestät, de Karl Gerhard, Folkan[3]
- 1920 : Barken Margareta, de Christian Bogø y J. Ravn-Jensen, Folkan[4]
- 1921 : Denna sida opp, de Karl-Ewert Christenson y Karl Gerhard, escenografía de Olle Nordmark, Folkan[5]
- 1921 : Vagnmakarns frieri, de Hjalmar Peters, escenografía de Hjalmar Peters, Folkan[6]
- 1921 : Hemslavinnor, de Christian Bogø y Axel Frische, escenografía de Hjalmar Peters, Folkan[7]
- 1922: Hemslavinnor, de Christian Bogø y Axel Frische, escenografía de Hjalmar Peters, Folkan
- 1923 : Hemslavinnor, de Christian Bogø y Axel Frische, escenografía de Hjalmar Peters, Folkan
- 1923 : Sömngångerskan, de Mark Swan, escenografía de Hjalmar Peters, Folkan[8]
- 1923 : Svärmor i klämma, de Alfred Aatoft, escenografía de Hjalmar Peters, Folkan[9]
- 1923 : Jazzflugan, de Sven Rune, escenografía de Hjalmar Peters, Folkan[10]
- 1924 : Högsta vinsten, de Hjalmar Peters, escenografía de Hjalmar Peters, Folkan[11]

## Filmografía
- 1919 : Synnöve Solbakken
- 1919 : Ingmarssönerna
- 1925 : Ett köpmanshus i skärgården